# الكسندر غرانت دالاس
الكسندر غرانت دالاس هو سياسي كندي، ولد في 25 يوليو 1816، وتوفي في 3 يناير 1882.